# 朝比奈氏
朝比奈氏（あさひなうじ）は、日本の氏族。藤原氏または平氏を名乗る。

## 概要
藤原北家の堤中納言兼輔の子孫たる堤公国の子・五郎国俊が、駿河国志太郡朝比奈郷（現在の静岡県藤枝市岡部町）を本貫とし、朝比奈氏を興すとされる（朝比奈家譜）なお彼の弟の公俊は岡部氏の祖になっている。
別の伝承では、朝比奈氏は、三浦一族の和田義盛の息子・朝比奈義秀から興ったという。
系譜が錯綜しているため、正確な系譜は不詳。中世・近世に登場する朝比奈氏の位置づけも系統がはっきりせず、一族の関係も不明である。
戦国時代に入り、朝比奈氏は今川氏に仕える。このころ既に遠江朝比奈氏（備中守家）と駿河朝比奈氏（丹波守家）の2家に分かれていた。ただし、遠江朝比奈氏も今川氏親の命で遠江に移った駿河衆で遠江の国衆であった訳ではない。また、花倉の乱で玄広恵探側について没落した又太郎家が本来の惣領家であったとする指摘もある（『今川仮名目録』にも朝比奈又太郎の名前が登場する）。この他に遠江朝比奈氏の分家である紀伊守家（鵜津山朝比奈氏）と下野守家があった。
遠江朝比奈氏は、朝比奈吉俊の子・朝比奈泰煕が掛川城を築城し、掛川城主として今川家に仕え続けた。今川氏真が領地を失うと没落している。一方朝比奈俊永の系統である駿河朝比奈氏は、朝比奈信置のとき今川家から武田氏に旗幟を変え、武田の武将として活躍した。その子宗利は、武田氏滅亡後に徳川氏に仕え、幕臣となった。また五郎国俊より17代、朝比奈昌是の跡を継いだ朝比奈昌親は駿河朝比奈氏と同系。甲斐の族として同じく幕臣となっている。